# Codex Lipit-Ištar

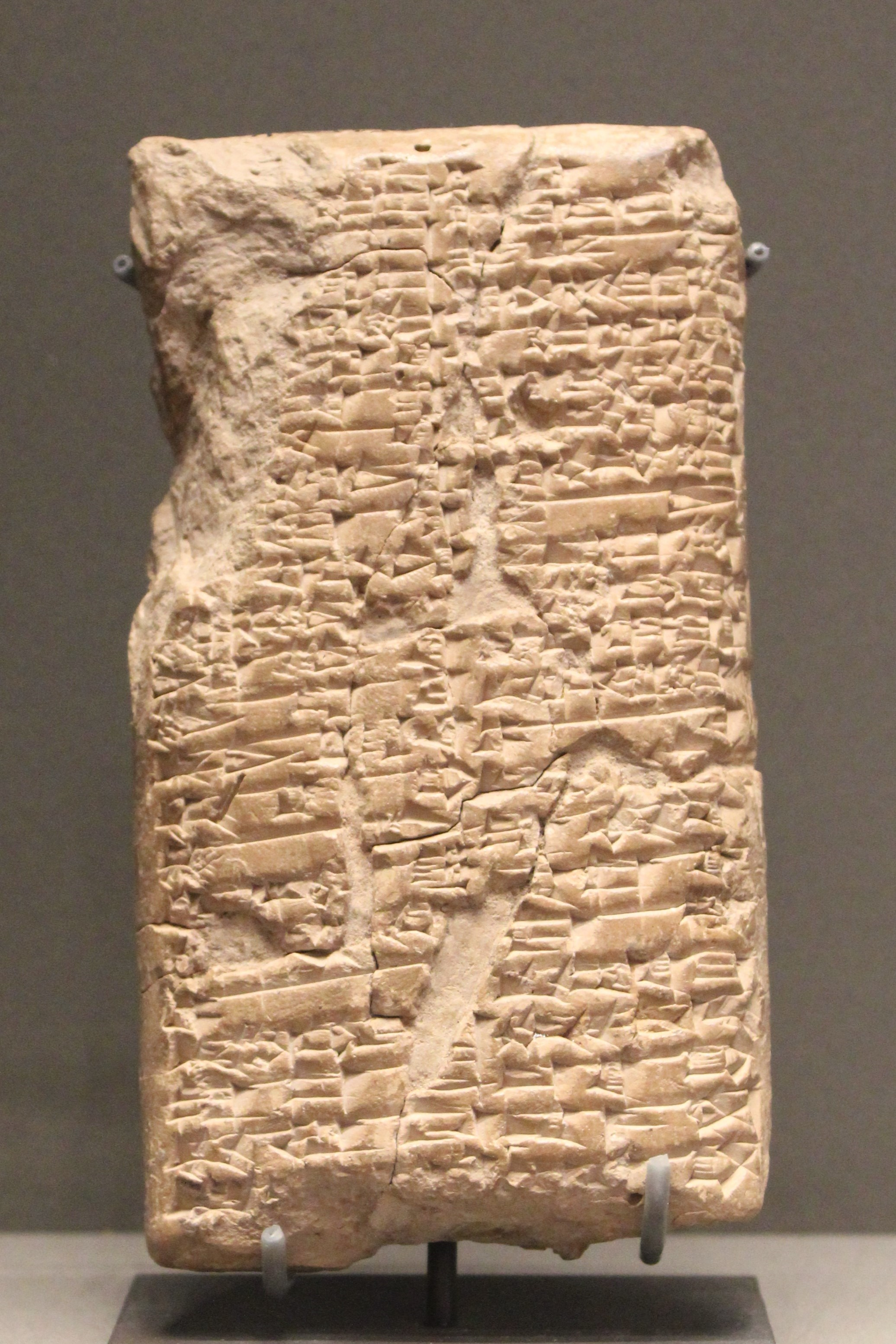
Der Prolog des Codex Lipit-Ištar

Der Codex Lipit-Ištar (auch Codex Lipit-Ischtar, Codex Lipit-Eštar, Codex Lipit-Eschtar genannt) ist eine in sumerischer Sprache überlieferte Rechtssammlung aus Isin in Mesopotamien. Sie entstand ca. 1930 v. Chr. im Auftrage des Königs Lipit-Ištar der 1. Dynastie von Isin. Die Bezeichnung als Codex Lipit-Ištar ist moderner Art, die Rechtssammlung stellt kein kodifiziertes Recht in diesem Sinne dar.